# Черничеви
Черничеви (Moraceae) е семейство покритосеменни растения. То включва около 40 рода и над 1000 вида, широко разпространени в тропичните и субтропичните области, по-рядко - в умерения пояс. Сред растенията от семейството са черница, смокиня и хлебно дърво.

## Родове
- Antiaris
- Antiaropsis
- Artocarpus- Хлебно дърво
- Bagassa
- Batocarpus
- Bosqueiopsis
- Brosimum
- Broussonetia
- Castilla
- Clarisia
- Craterogyne
- Cudrania
- Dorstenia
- Fatoua
- Ficus
- Helianthostylis
- Helicostylis
- Hullettia
- Maclura – Маклура
- Maquira
- Mesogyne
- Metatrophis
- Milicia
- Morus – Черница
- Naucleopsis
- Olmedia
- Olmediopsis
- Parartocarpus
- Perebia
- Poulsenia
- Prainea
- Pseudolmedia
- Scyphosyce
- Sorocea
- Sparattosyce
- Streblus
- Treculia
- Trilepisium
- Trophis
- Trymatococcus
- Utsetela

### Ботанически илюстрации на някои представители
- Artocarpus altilis 
- вид Хлебно дърво
- Artocarpus integer 
 вид Хлебно дърво
- Maclura pomifera
 вид Маклура
- Morus nigra 
 черна Черница
- Morus rubra 
 червена Черница
- Ficus carica 
смокиня